# Gouvernement de la Communauté française de Belgique

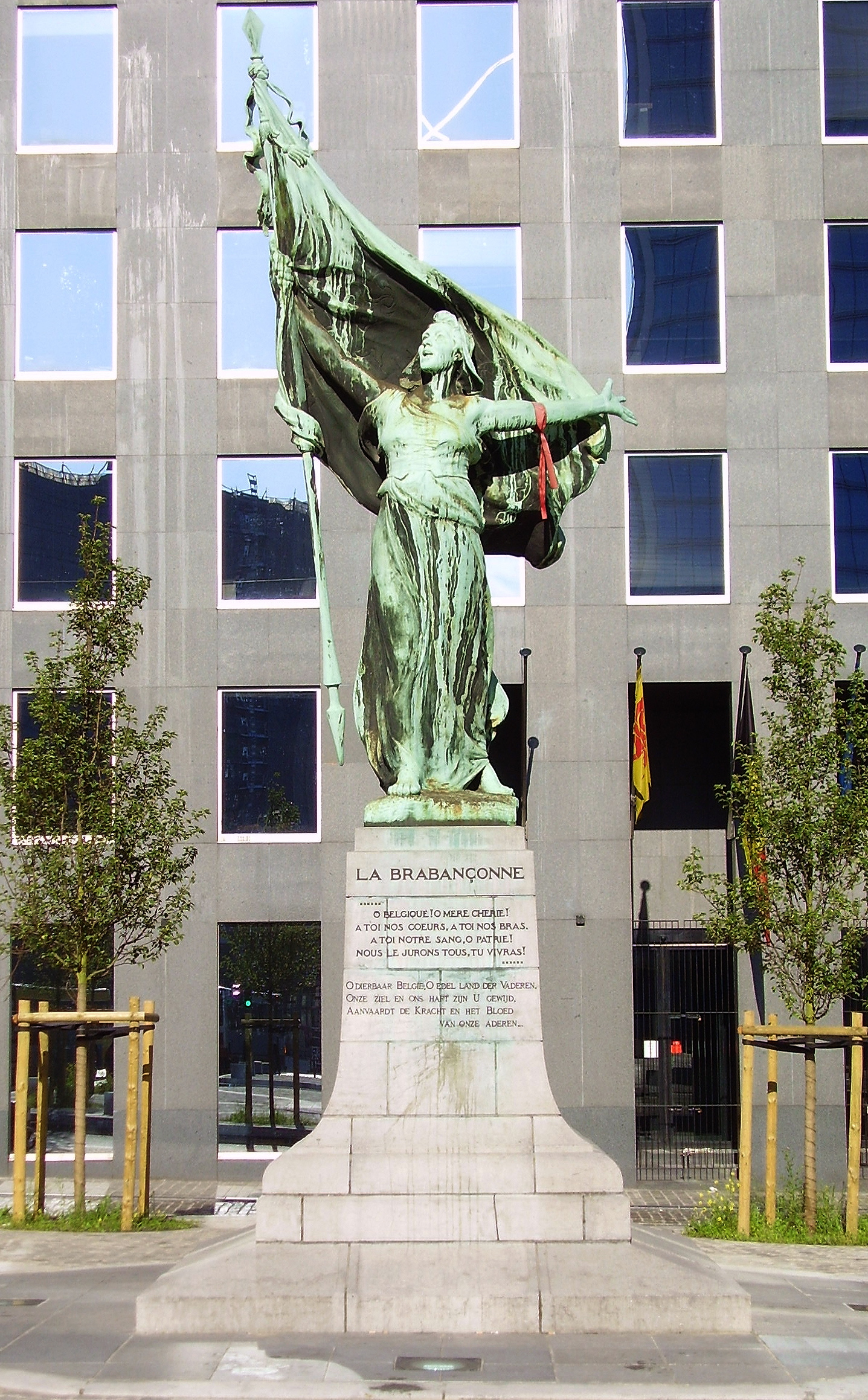
Le siège du Gouvernement de la Communauté française,
place Surlet de Chokier

Le gouvernement de la Communauté française ou gouvernement de la Fédération Wallonie-Bruxelles est, dans le système fédéral belge l'organe exécutif de la Communauté française de Belgique.

## Composition
| Législature     | Gouvernement             | Mandat                                                          | Coalition            |
| --------------- | ------------------------ | --------------------------------------------------------------- | -------------------- |
| 1re législature | Exécutif Moureaux I      | 22 décembre 1981 - 9 décembre 1985 (3 ans, 11 mois et 17 jours) | PS PRL               |
| 2e législature  | Exécutif Monfils         | 9 décembre 1985 - 2 février 1988 (2 ans, 1 mois et 24 jours)    | PRL PSC              |
| 3e législature  | Exécutif Moureaux II     | 2 février 1988 - 9 mai 1988 (3 mois et 7 jours)                 | PS PSC               |
| 3e législature  | Exécutif Féaux           | 11 mai 1988 - 7 janvier 1992 (3 ans, 7 mois et 27 jours)        | PS PSC               |
| 4e législature  | Exécutif Anselme         | 7 janvier 1992 - 11 mai 1993 (1 an, 4 mois et 4 jours)          | PS PSC               |
| 4e législature  | Gouvernement Onkelinx I  | 11 mai 1993 - 20 juin 1995 (2 ans, 1 mois et 9 jours)           | PS PSC               |
| 5e législature  | Gouvernement Onkelinx II | 20 juin 1995 - 13 juillet 1999 (4 ans et 23 jours)              | PS PSC               |
| 6e législature  | Gouvernement Hasquin     | 14 juillet 1999 - 18 juillet 2004 (5 ans et 4 jours)            | PS PRL-FDF-MCC Ecolo |
| 7e législature  | Gouvernement Arena       | 19 juillet 2004 - 20 mars 2008 (3 ans, 8 mois et 1 jour)        | PS cdH               |
| 7e législature  | Gouvernement Demotte I   | 20 mars 2008 - 13 juillet 2009 (1 an, 3 mois et 23 jours)       | PS cdH               |
| 8e législature  | Gouvernement Demotte II  | 13 juillet 2009 - 22 juillet 2014 (5 ans et 9 jours)            | PS Ecolo cdH         |
| 9e législature  | Gouvernement Demotte III | 22 juillet 2014 - 17 septembre 2019 (5 ans, 1 mois et 26 jours) | PS cdH               |
| 10e législature | Gouvernement Jeholet     | 17 septembre 2019 - 15 juillet 2024 (4 ans, 9 mois et 28 jours) | PS MR Ecolo          |
| 11e législature | Gouvernement Degryse     | Depuis le 16 juillet 2024 (8 mois et 27 jours)                  | Les Engagés MR       |

## Compétences
Les Régions et les Communautés de Belgique ont des pouvoirs désignés et exclusifs, ce qui veut dire :
- qu'elles peuvent uniquement traiter des matières qui leur sont assignées par la constitution ou par une loi spéciale ;
- qu'elles sont les seules autorités qui peuvent traiter ces matières.